# Pilosocereus

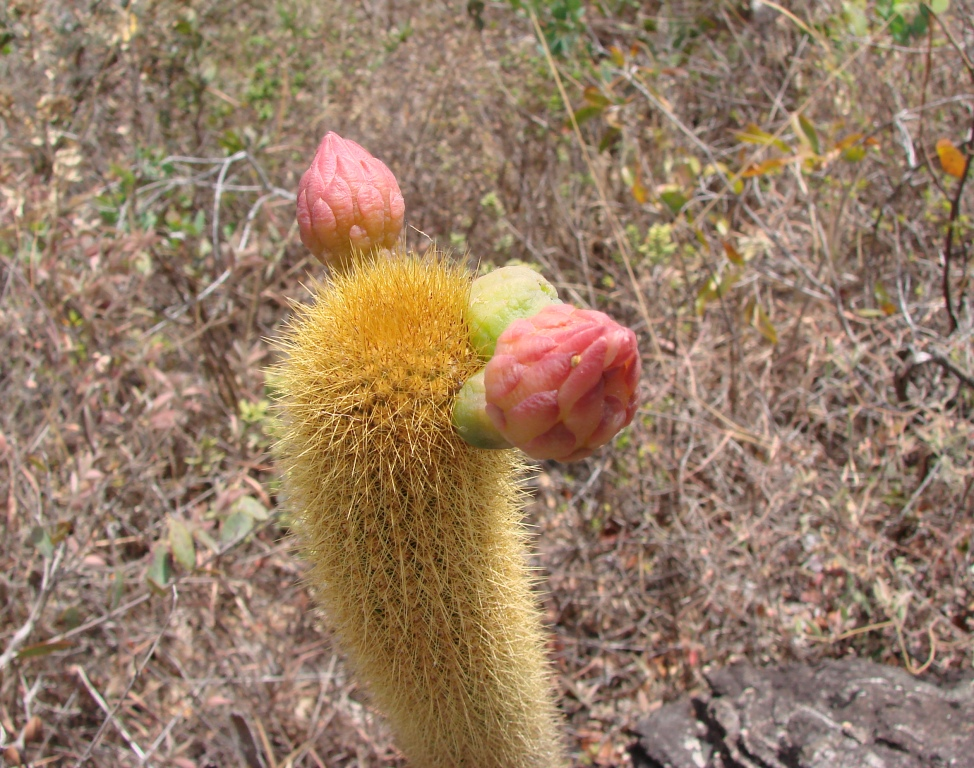
Pilosocereus vilaboensis

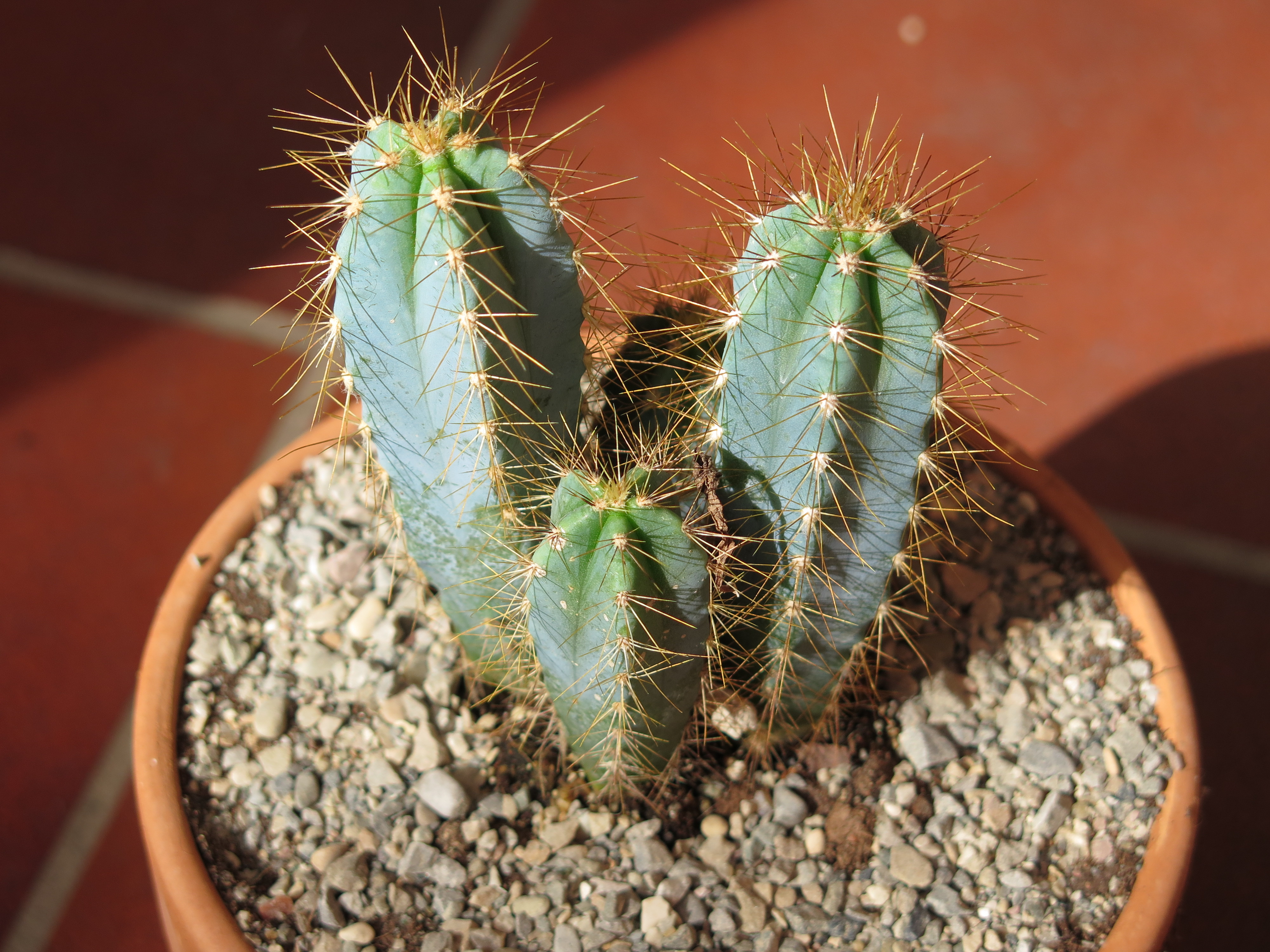
Pilosocereus azureus

Pilosocereus Britton & Rose – rodzaj sukulentów z rodziny kaktusowatych.

## Systematyka
Synonimy
Pilocereus K.Schum., Pseudopilocereus Buxb.
Pozycja systematyczna według APweb (aktualizowany system APG III z 2009)
Należy do rodziny kaktusowatych (Cactaceae) Juss., która jest jednym z kladów w obrębie rzędu goździkowców (Caryophyllales) i klasy roślin okrytonasiennych. W obrębie kaktusowatych należy do plemienia Cateae, podrodziny Cacteoideae.
Pozycja w systemie Reveala (1993-1999)
Gromada okrytonasienne (Magnoliophyta Cronquist), podgromada Magnoliophytina Frohne & U. Jensen ex Reveal, klasa Rosopsida Batsch, podklasa goździkowe (Caryophyllidae Takht.), nadrząd Caryophyllanae Takht., rząd goździkowce (Caryophyllales Perleb), podrząd Cactineae Bessey in C.K. Adams, rodzina kaktusowate (Cactaceae Juss.), rodzaj Pilosocereus Byles & Rowley.
Gatunki
- Pilosocereus alensis (F.A.C. Weber) Byles & G.D. Rowley
- Pilosocereus arenicola (Werderm.) Byles & G.D. Rowley
- Pilosocereus aurilanatus F.Ritter
- Pilosocereus aurisetus (Werderm.) Byles & G.D. Rowley
- Pilosocereus azulensis N.P.Taylor & Zappi
- Pilosocereus bahamensis (Britton) Byles & G.D. Rowley
- Pilosocereus barbadensis (Britton & Rose) Byles & G.D. Rowley
- Pilosocereus bohlei Hofacker
- Pilosocereus brasiliensis (Britton & Rose) Backeb.
- Pilosocereus brooksianus (Britton & Rose) Byles & G.D. Rowley
- Pilosocereus catalani (Riccob.) Byles & G.D. Rowley
- Pilosocereus catingicola (Gürke) Byles & G.D. Rowley
- Pilosocereus chrysacanthus (F.A.C. Weber ex Schum.) Byles & G.D. Rowley
- Pilosocereus chrysostele (Vaupel) Byles & G.D.Rowley
- Pilosocereus collinsii (Britton & Rose) Byles & G.D. Rowley
- Pilosocereus colombianus (Rose) Byles & G.D. Rowley
- Pilosocereus cometes (Scheidw.) Byles & G.D. Rowley
- Pilosocereus cuyabensis (Backeb.) Byles & G.D. Rowley
- Pilosocereus diersianus (Esteves) P.J. Braun
- Pilosocereus flavipulvinatus Buining & Brederoo) F. Ritter
- Pilosocereus floccosus (Backeb. & Voll) Byles & G.D. Rowley
- Pilosocereus fulvilanatus (Buining & Brederoo) F.Ritter
- Pilosocereus gaumeri (Britton & Rose) Backeb.
- Pilosocereus glaucescens (Labour.) Byles & G.D. Rowley
- Pilosocereus glaucochrous (Werderm.) Byles & G.D. Rowley
- Pilosocereus gounellei (F.A.C.Weber ex K.Schum.) Byles & G.D.Rowley
- Pilosocereus hapalacanthus (Werderm.) Byles & G.D. Rowley
- Pilosocereus hermentianus (Monv.) Byles & G.D. Rowley
- Pilosocereus kanukuensis (Alexander) Leuenb.
- Pilosocereus lanuginosus (L.) Byles & G.D.Rowley
- Pilosocereus leucocephalus (Poselger) Byles & G.D. Rowley
- Pilosocereus machrisii (E.Y.Dawson) Backeb.
- Pilosocereus magnificus (Buining & Brederoo) F. Ritter
- Pilosocereus millspaughii (Britton) Byles & G.D. Rowley
- Pilosocereus monoclonos (DC.) Byles & G.D. Rowley
- Pilosocereus moritzianus (Otto) Byles & G.D.Rowley
- Pilosocereus nobilis (Haw.) Byles & G.D. Rowley
- Pilosocereus oligolepis (Vaupel) Byles & G.D. Rowley
- Pilosocereus pentaedrophorus(Labour.) Byles & G.D. Rowley
- Pilosocereus piauhyensis(Gürke) Byles & G.D. Rowley
- Pilosocereus polygonus (Lam.) Byles & G.D. Rowley
- Pilosocereus purpusii (Britton & Rose) Byles & G.D. Rowley
- Pilosocereus quadricentralis (E.Y. Dawson) Backeb.
- Pilosocereus robinii (Lem.) Byles & G.D. Rowley
- Pilosocereus rosae P.J.Braun
- Pilosocereus royenii (L.) Byles & G.D. Rowley
- Pilosocereus rupicola (Werderm.) Byles & G.D. Rowley
- Pilosocereus sergipensis (Werderm.) Byles & G.D. Rowley
- Pilosocereus sublanatus (Salm-Dyck) Byles & G.D. Rowley
- Pilosocereus swartzii (Griseb.) Byles & G.D. Rowley
- Pilosocereus tillianus R.Gruber & Schatzl
- Pilosocereus tuberculosus Rauh & Backeb. ex Byles & G.D. Rowley
- Pilosocereus tweedyanus (Britton & Rose) Byles & G.D. Rowley
- Pilosocereus urbanianus (K. Schum.) Byles & G.D. Rowley
- Pilosocereus vilaboensis (Diers & Esteves) P.J. Braun

## Zagrożenia
Stopień zagrożenia części gatunków został zbadany przez IUCN i 6 rozpoznanych gatunków umieszczonych zostało w Czerwonej księdze gatunków zagrożonych z kategorią zagrożenia NT (bliskie zagrożenia), jeden (Pilosocereus fulvilanatus) z kategorią zagrożenia VU (narażony na wyginięcie) i jeden (Pilosocereus azulensisz) kategorią CR (krytycznie zagrożony).